# La cura (album Franco Battiato)
La cura è una compilation del cantautore italiano Franco Battiato, pubblicata dall'etichetta Universal Music il 14 novembre 2000.

## Tracce
Testi di Manlio Sgalambro e Franco Battiato, tranne dove indicato; musiche di Franco Battiato e Giusto Pio, tranne dove indicato.
1. La cura – 4:04 (Sgalambro-Battiato)
2. Prospettiva Nevski – 4:00 (Battiato-Pio)
3. Amore che vieni, amore che vai – 2:28 (De André)
4. Summer on a Solitary Beach – 4:58 (Battiato-Pio)
5. La stagione dell'amore (live) (da Unprotected) – 3:40 (Battiato)
6. Voglio vederti danzare (live) (da Giubbe rosse) – 3:23 (Battiato-Pio)
7. Strani giorni – 3:57 (Fenner-Sgalambro-Battiato)
8. Bandiera bianca – 5:20 (Battiato-Pio)
9. Il ballo del potere – 4:25 (Sgalambro-Battiato)
10. Up Patriots to Arms – 5:02 (Battiato-Pio)
11. L'era del cinghiale bianco – 4:15 (Battiato-Pio)
12. Sentimiento nuevo – 4:19 (Battiato-Pio)
13. Shock in my Town – 4:22 (Sgalambro-Battiato)
14. Quello che fu – 4:29 (Sgalambro-Battiato)
15. Vite parallele – 3:25 (Sgalambro-Battiato)
16. Ecco com'è che va il mondo – 4:23 (Sgalambro-Battiato)
17. J'entends siffler le train – 3:11 (Anthony-West)
18. La canzone dell'amore perduto – 3:27 (De André-Telemann)
19. Te lo leggo negli occhi – 3:05

Durata totale: 76:13